# Stefano Manetti

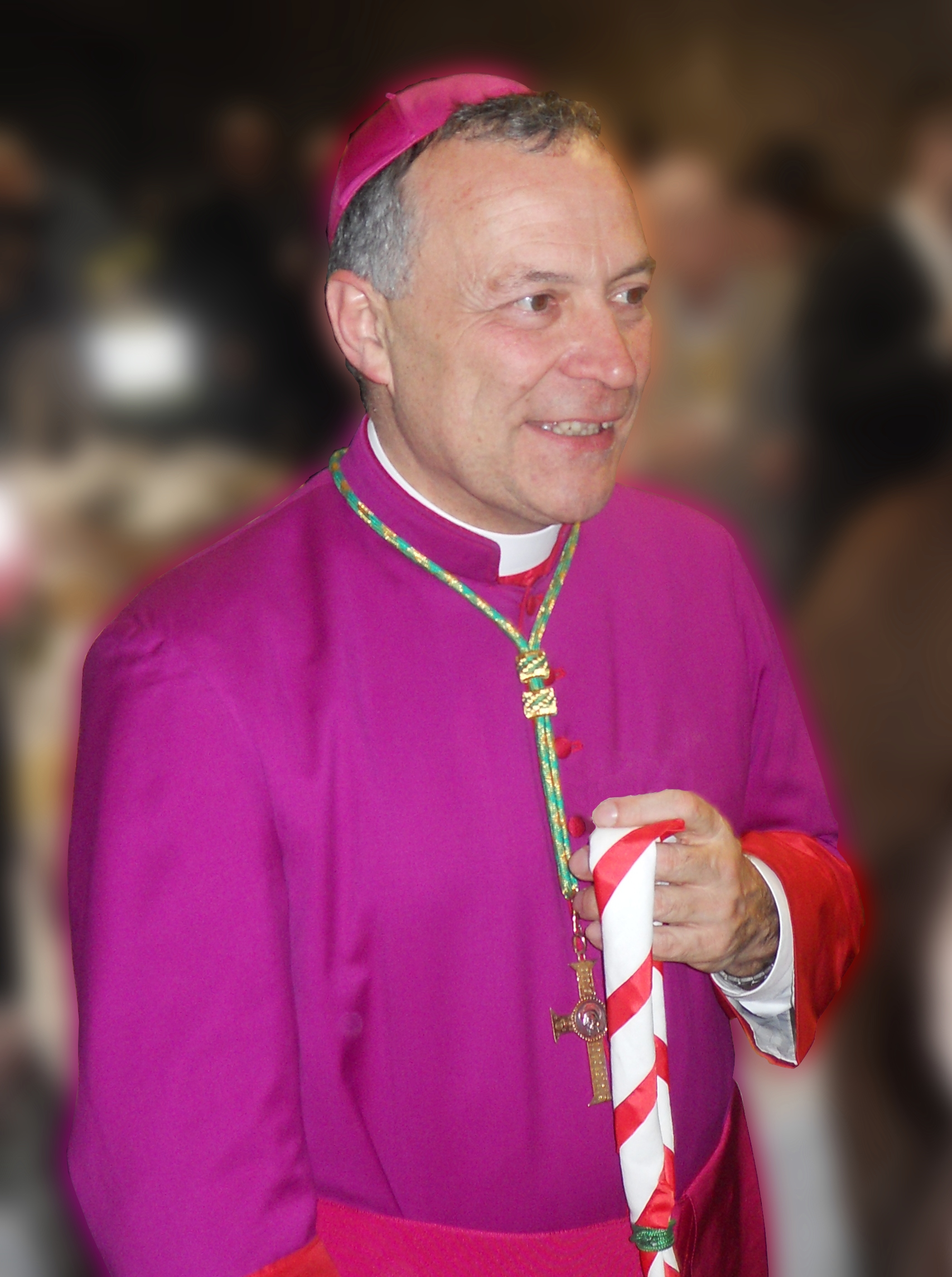
Bischof Stefano Manetti (2014)

Wappen von Stefano Manetti als Bischof von Montepulciano-Chiusi-Pienza

Stefano Manetti (* 20. April 1959 in Florenz, Italien) ist ein italienischer Geistlicher und römisch-katholischer Bischof von Fiesole.

## Leben
Stefano Manetti empfing am 19. April 1984 das Sakrament der Priesterweihe für das Erzbistum Florenz. Von 1984 bis 1987 war er als Pfarrer in Coverciano tätig und danach Kaplan der Jugendgemeinde San Michele. Im Januar 1999 wurde Manetti Kaplan der Jugendabteilung der Katholischen Aktion in Italien. 2002 wurde er Spiritual des Priesterseminars von Florenz, wo er 2005 Rektor wurde. Seit 2009 war er Kanonikus des Domkapitels von Florenz.
Am 31. Januar 2014 ernannte ihn Papst Franziskus zum Bischof von Montepulciano-Chiusi-Pienza. Die Bischofsweihe erhielt er am 25. März desselben Jahres von Giuseppe Kardinal Betori, Erzbischof von Florenz. Mitkonsekratoren waren Silvano Kardinal Piovanelli, emeritierter Erzbischof von Florenz, Gualtiero Kardinal Bassetti, Erzbischof von Perugia-Città della Pieve, Rodolfo Cetoloni, Bischof von Grosseto sowie Claudio Maniago, Weihbischof im Erzbistum Florenz. Die Amtseinführung fand am 13. April 2014 statt.
Papst Franziskus ernannte ihn am 21. April 2022 zum Bischof von Fiesole. Die Amtseinführung fand am 7. Juni desselben Jahres statt. Bis zum Amtsantritt seines Nachfolgers am 3. September 2022 verwaltete er das Bistum Montepulciano-Chiusi-Pienza weiter als Apostolischer Administrator.